# 首藤若菜
首藤若菜（しゅとう わかな、1973年- ）は、日本の経済学者、立教大学経済学部教授。専門は労働経済学。

## 略歴
東京都生まれ。1996年、大妻女子大学社会情報学部卒業。2001年、日本女子大学大学院人間生活学研究科博士課程単位取得退学。2002年、「ブルーカラー職種における男女混合職化の研究」で博士（学術）。2000年、山形大学人文学部講師、2006年、同大学助教授、2007年、日本女子大学家政学部講師、2010年、同大学准教授、2011年、立教大学経済学部准教授を経て、2018年、同大学教授。2017年『グローバル化のなかの労使関係』で労働関係図書優秀賞、第24回社会政策学会奨励賞を受賞。
夫は中北浩爾。夫婦別姓の事実婚であったが、2018年に法律上の婚姻をした。

## 著書
- 『統合される男女の職場』 (双書ジェンダー分析) 勁草書房 2003
- 『女性も男性も幸せに働く職場の交笑力』 (サプライズbook) アントレックス 2016
- 『グローバル化のなかの労使関係 自動車産業の国際的再編への戦略』 (MINERVA人文・社会科学叢書) ミネルヴァ書房 2017
- 『物流危機は終わらない　暮らしを支える労働のゆくえ』岩波新書、2018

## 論文
- <首藤若菜